# Я целую… ты целуешь
«Я целу́ю… ты целу́ешь» (итал. Io bacio… tu baci) — итальянская музыкальная кинокомедия 1961 года, снятая режиссёром Пьеро Виварелли. Седьмая роль в кино известного актёра и певца Адриано Челентано.

## Сюжет
Строительному магнату доставляет неудобства небольшая харчевня — место, где очень любят встречаться музыканты. Из-за того, что владелец не желает продавать её, освоение нового микрорайона задерживается. Молодая журналистка, которая является дочерью богача-строителя, принимает решение оказать помощь своему отцу и прибывает в харчевню.

## В ролях
- Мина Мадзини;
- Умберто Орсини;
- Джимми Фонтана;
- Джулиано Манчини;
- Эрина Торелли;
- Бенедетта Рутили;
- Элла Фрэнк;
- Нино Нини;
- Дори Хассан;
- Маргерита Джирелли;
- Антонио Джерини;
- Джимми иль Феномено;
- Адриано Челентано;
- Пеппино Ди Капри;
- Марио Каротенуто;
- Карло Пизакане;
- Марио Де Симона;
- Джино Сантерколе;
- Анджело Инфанти;
- Тури Пандольфини;
- Джо Сентьери.

## Съёмочная группа
- Режиссёр — Пьеро Виварелли;
- Сценаристы — Джованни Аддесси, Серджо Корбуччи, Пьеро Виварелли;
- Оператор — Сильвано Ипполити;
- Композитор — Джулио Либано;
- Продюсер — Джованни Аддесси.